# OĽaNO a priatelia
OĽaNO a priatelia (dansk: OĽaNO og venner) er en politisk koalition i Slovakiet etableret den 26. maj 2023.

## Historie
Den 26. maj 2023 annoncerede lederen af partiet Obyčajní ľudia a nezávislé osobnosti (OĽaNO, dansk: Almindelige mennesker og uafhængige personligheder), Igor Matovič, oprettelsen af koalitionen OĽaNO a priatelia (OĽaNO og venner). Koalitionen omfattede oprindeligt OĽaNO, Nová väčšina (NOVA) og nogle mindre partier. 2. juli 2023 tilsluttede partierne Kresťanská únia (Kristen Union) og Za ľudí (For Folket) sig koalitionen. Partierne stillede op på en samlet liste til parlamentsvalget 30. september 2023.
Koalitionen fik 8,89 % af stemmerne ved parlamentsvalget i 2023 og 16 ud af 150 mandater i Nationalrådet.